# Branca comunicant
La branca comunicant és el terme utilitzat per un nervi que connecta dos nervis.
Quan són utilitzats sense més precisions, que gairebé sempre es refereix a una branca de comunicació entre un nervi espinal i la cadena simpàtica. Més concretament, es refereix generalment a un dels següents: 
- Branca comunicant grisa
- Branca comunicant blanca